# جائزة أستراليا الكبرى 1961
جائزة أستراليا الكبرى 1961 هو سباق فورمولا 1 أقيم بتاريخ 9 أكتوبر 1961 في جنوب أستراليا. حلّ الأسترالي ليكس دافيسون أولا.